# Pylojacquesia
Pylojacquesia is een geslacht van kreeftachtigen uit de klasse van de Malacostraca (hogere kreeftachtigen).

## Soort
- Pylojacquesia colemani McLaughlin & Lemaitre, 2001